# Colômbia nos Jogos Olímpicos de Verão de 2020
A Colômbia está representada pelo Comité Olímpico Colombiano (COC), que participará nos Jogos Olímpicos que celebrar-se-ão em Tokio, Japão, da 23 de julho a 8 de agosto de 2021. Será a vigésima participação em Jogos Olímpicos de verão.
A delegação colombiana estará integrada por um total de 71 atletas em 16 desportos.

## Medalheiro
Os seguintes competidores colombianos ganharam medalhas nos jogos.
| Medalha          | Nome                 | Desporto              | Evento          | Data        |
| ---------------- | -------------------- | --------------------- | --------------- | ----------- |
| Medalha de prata | Luis Javier Mosquera | Levantamento de pesos | 67 kg masculino | 25 de julho |

| Desporto     |   |   |   | Total |
| Halterofilia | 0 | 1 | 0 | 1     |
| Total        | 0 | 1 | 0 | 1     |